# Euphorbia ankaranae
Euphorbia ankaranae es una especie de fanerógama perteneciente a la familia Euphorbiaceae.

## Descripción
Es un arbusto o árbol que se encuentra en las laderas rocosas y secas de los cerros testigos a una altura de hasta 500 metros en Madagascar.

## Distribución y hábitat
Es endémica de Madagascar. Su hábitat natural son las áreas rocosas. Se le trata en peligro de extinción por pérdida de hábitat. 

## Taxonomía
Euphorbia ankaranae fue descrito por Jacques Désiré Leandri y publicado en Notulae Systematicae. Herbier du Museum de Paris 12: 75–76. 1945.
Etimología
Euphorbia: nombre genérico que deriva del médico griego del rey Juba II de Mauritania (52 a 50 a. C. - 23), Euphorbus, en su honor – o en alusión a su gran vientre –  ya que usaba médicamente Euphorbia resinifera. En 1753 Carlos Linneo asignó el nombre a todo el género.
ankaranae: epíteto geográfico que se refiere a su localización en Ankarana.